# یوگنی مایوروف
یوگنی مایوروف (روسی: Евгений Александрович Майоров؛ ۱۱ فوریه ۱۹۳۸ – ۱۰ دسامبر ۱۹۹۷) بازیکن هاکی روی یخ اهل شوروی بود.
وی در مسابقات کشوری و بین‌المللی در مجموع برندهٔ ۲ مدال طلا، ۱ مدال برنز شده‌است.